# Маккензі Адамс
Маккензі Еліз Адамс (англ. McKenzie Elise Adams; 13 лютого 1992, Шертс, Техас) — американська волейболістка, догравальник. Переможниця Ліги чемпіонів і Кубка Європейської конфедерації волейболу.

## Клуби
| Роки      | Клуби                                |
| --------- | ------------------------------------ |
| 2014—2015 | «Індіас де Маягуес» (Маягуес)        |
| 2016—2018 | «Ледіс ін Блек» (Аахен)              |
| 2018—2020 | «Пальмберг» (Шверін)                 |
| 2020—2021 | «Імоко» (Конельяно)                  |
| 2021—2022 | «Еджзаджибаши» (Стамбул)             |
| 2022—2023 | «Ігор Горгонзола» (Новара)           |
| 2023—2024 | «Хісаміцу Спрінгс»                   |
| 2024      | «Cangrejeros de Santurce» (Сан-Хуан) |
| 2024—     | «Атланта»                            |

## Досягнення
Ліга чемпіонів ЄКВ
- Перше місце (1): 2021

Кубок ЄКВ
- Перше місце (1): 2022

Чемпіонат Італії
- Перше місце (1): 2021

Кубок Італії
- Перше місце (1): 2021

Суперкубок Італії
- Перше місце (1): 2020

Кубок Німеччини
- Перше місце (1): 2019

Суперкубок Німеччини
- Перше місце (2): 2018, 2019

Чемпіонат Пуерто-Рико
- Перше місце (1): 2024

## Статистика
У єврокубках:
| Сезон   | Клуб                       | Турнір         | Ігри | Сети | Очки | Ср.  | Примітки |
| ------- | -------------------------- | -------------- | ---- | ---- | ---- | ---- | -------- |
| 2018/19 | «Пальмберг» (Шверін)       | Ліга чемпіонів | 6    | 23   | 99   | 4,3  |          |
| 2019/20 | «Пальмберг» (Шверін)       | Кубок ЄКВ      | 4    | 10   | 42   | 4,2  |          |
| 2020/21 | «Імоко» (Конельяно)        | Ліга чемпіонів | 8    | 24   | 83   | 3,46 |          |
| 2021/22 | «Еджзаджибаши» (Стамбул)   | Кубок ЄКВ      | 9    | 2    | 94   | 3,24 |          |
| 2022/23 | «Ігор Горгонзола» (Новара) | Ліга чемпіонів | 7    | 15   | 48   | 3,2  |          |